# Motore centrale

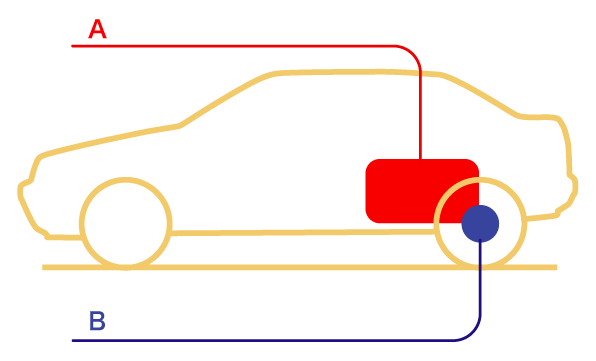
A: Motore
B: Trazione

Per autovettura a motore centrale si intende un'automobile sulla quale il motore è montato all'interno del passo del veicolo e non a sbalzo. Il vantaggio di questa soluzione, impiegata sulle automobili sportive, è quello di concentrare i 
pesi all'interno del passo della vettura, evitando la presenza di masse fuoribordo (ovvero a sbalzo su uno dei due assali).
Il motore, in posizione centrale, può essere montato in senso longitudinale (soluzione più diffusa) o trasversale, analogamente al cambio, che può essere, a sua volta, longitudinale (e posto davanti o dietro al motore) o trasversale.
Tutte le macchine da competizione di tipo Formula (Formula 1, Formula 3 e formule minori) adottano, attualmente, la soluzione del motore centrale.

## Motore centrale nelle monoposto da competizione
Nelle monoposto tipo formula questo schema costruttivo ha tardato ad affermarsi, i primi fruttuosi tentativi fatti dalla Auto Union fra le due guerre mondiali sembrarono non avere seguito, mentre negli anni Cinquanta il costruttore britannico Cooper rinnegò tale scelta dopo un periodo di temporanea adozione della stessa e tornò alla configurazione con motore anteriore usata fin dagli albori delle competizioni automobilistiche.
Nel 1959 vi fu una svolta decisiva: Jack Brabham e la Cooper si aggiudicarono il primo titolo per una vettura a motore centrale e resero automaticamente obsolete le altre vetture. 
La nuova tecnica costruttiva permetteva infatti una notevole agilità della vettura, con il peso non più gravante in quasi la totalità sull'asse anteriore sterzante. Veniva inoltre semplificato il sistema di trasmissione della potenza alle ruote.
L'ultima vittoria per una vettura a motore anteriore si registrò l'anno dopo nel Gran Premio d'Italia a Monza, dove venne scelto di gareggiare sull'anello ad alta velocità; le scuderie inglesi ritenevano il circuito troppo veloce e pericoloso, inoltre sapevano di non avere nessuna speranza di battere le Ferrari, meno agili con i loro motori anteriori ma dotate di potenza molto maggiore. 
La Ferrari fu l'ultima grande squadra a passare al motore posteriore, una scelta che permetterà alla Casa italiana di dominare il mondiale 1961.

## Motore centrale nei rally
Le vetture a motore centrale si diffusero nei rally soprattutto a partire dagli anni ottanta, con l'avvento delle potenti Gruppo B (tranne l'Audi quattro che manteneva il motore anteriore). In anticipo sui tempi la Lancia Stratos e la Renault 5 Turbo che adottarono la soluzione del motore centrale già negli anni settanta.
Con l'abolizione delle Gruppo B (1986), tutte le vetture da rally hanno optato per il motore anteriore a causa della imposizione dell'architettura meccanica da modelli prodotti in grande serie.

## Motore centrale sulle altre vetture da competizione
Come per la Formula 1, anche sulle altre vetture da competizione a "ruote coperte", in particolare nella categoria Sport Prototipi (autentici bolidi per gare di durata Endurance (automobilismo), come la 24 Ore di Le Mans), la disposizione centrale del motore si diffuse a partire dagli anni sessanta. 
Attualmente la maggior parte di queste autovetture hanno il motore centrale.
Tra le vetture più famose di questa categoria si ricordano le Porsche 917, le Matra 670, le Ferrari 512 S e 312 P dei primi anni settanta, le Jaguar di fine anni ottanta e le attuali Audi R10.

## Motore centrale nella produzione di serie
Nella produzione di serie, salvo qualche eccezione, la configurazione a motore centrale è sempre stata riservata ad automobili dalle caratteristiche decisamente sportive. La sua diffusione, di conseguenza, coincide con quella della sua affermazione nelle competizioni. Tra le pioniere troviamo la Lamborghini Miura (1966) e la Lotus Europa (sempre del 1966), mentre Ferrari e Maserati approdarono a questa soluzione solo nel corso degli anni settanta, coi modelli 365 GT/4 BB (1973) e Bora (1971). Anche la FIAT produsse un'automobile a motore centrale: la X1/9 del 1972. Anche le versioni stradali di alcune vetture da Rally, come le Lancia Stratos e gran parte delle successive  gruppo B degli anni ottanta, avevano motore centrale.
Esempi significativi delle possibili diverse configurazioni, sono:
- motore centrale trasversale e cambio longitudinale in avanti
- motore centrale longitudinale e cambio longitudinale dietro al motore
- motore centrale longitudinale e cambio longitudinale davanti al motore
- motore centrale longitudinale e cambio trasversale